# Bobby Timmons
Robert Henry „Bobby“ Timmons (* 19. Dezember 1935 in Philadelphia, Pennsylvania; † 1. März 1974 in New York City, New York) war ein amerikanischer Jazzpianist und Komponist. Er ist bekannt für seine Mitarbeit bei Blakeys Jazz Messengers und als Komponist von Moanin’, Dat Dere und This Here, jedes ein typisches Beispiel für seinen Gospel verarbeitenden Stil.

## Anfänge
Timmons war Sohn eines Pfarrers. Die Eltern sowie mehrere Onkel und Tanten spielten Klavier. Sein Onkel Robert Habershaw gab ihm früh Unterricht und unterrichtete auch McCoy Tyner. Nach der Highschool gewann er ein Stipendium der Philadelphia Musical Academy. Er spielte Orgel in der Kirche, was sein späteres Jazzspiel beeinflusste. Erste professionelle Auftritte begannen im örtlichen Umfeld und mit Rhythm and Blues bei den Trenier Twins.

## Karriere
Timmons zog 1954 nach New York City; er spielte 1956 mit Kenny Dorhams Jazz Prophets, mit dem er auf einer Liveaufnahme im Mai sein Plattendebüt gab. 1956/57 spielte er mit Chet Baker (Scott LaFaro war Teil der Band), 1957 mit Sonny Stitt und mit Maynard Ferguson von 1957–1958. Timmons einjährige Zusammenarbeit 1956–1957 mit Baker ist auf dem Album Chet Baker Big Band festgehalten. Für Stitt erschien er 1957 auf Personal Appearance und für Curtis Fuller auf The Opener. 1957 spielt er auf Hank Mobleys Album Hank. Auf Lee Morgans Album The Cooker spielt er bei Lover Man mit.
In den späten 1950er-Jahren zog er mit Lee Morgan gemeinsam in ein Apartment, und die beiden kauften sich ein Klavier, worauf Timmons übte und Morgan an Kompositionen arbeitete:88.
Zu den Jazz Messengers von Blakey gehörte er erstmals von Juli 1958 bis September 1959, wobei er im November und Dezember 1958 auch auf Europatournee war. Dann schloss er sich 1959 Cannonball Adderley an. Während dieser Zeit wurde Timmons als Komponist bekannt. Der Encyclopedia of Jazz zufolge waren seine Kompositionen Moanin’, This Here und Dat Dere wegbereitend, um den gospelgefärbten Soul-Jazz-Stil der späten 1950er- und frühen 60er-Jahre zu entwickeln:646. Nach Billy Taylor hatte er dabei Carl Perkins als Vorgänger.
Moanin’ schrieb er bei Blakey, die anderen Titel bei Adderley. This Here war ein Überraschungshit der Liveaufnahme The Cannonball Adderley Quintet in San Francisco, und die Band sah sich, nachdem sie von einer Tour nach New York zurückkehrte, einer großen Menge Publikum im Village Gate gegenüber, wo sie zu spielen hatte.
Angeblich verließ Timmons Adderley, weil er sich über das wenige Geld nach dem Überraschungshit This Here (Dis Here) enttäuscht gezeigt hatte und Art Blakey ihm mehr bot.
Auf dem Messengers-Album A Night In Tunisia kann man erstmals Wayne Shorter mit den Messengers und Timmons hören bei dessen Komposition So Tired. Sein Titel Dat Dere wurde erstmals 1960 von Blakey mit den Messengers auf dem Album The Big Beat eingespielt. Timmons spielt es ebenfalls auf Bobby Timmons Trio in Person.
Nachdem er Blakey ein zweites Mal verlassen hatte, bildete er eigene Bands, zuerst mit Ron Carter am Bass und Tootie Heath am Schlagzeug. 1963 spielte Timmons mit Lewis Powers am Bass und Roy McCurdy am Schlagzeug.  Ein Rezensent der Washington Post beschrieb ihn als abenteuerlustig und beweglich. Da er aber weniger befähigte Musiker anstellte, bestätigte er auch einen Mangel an Leidenschaft.
Obwohl Blakey ihn mit den anderen der Band als „gentleman“ bezeichnete, verfolgte und behinderte ihn seine Sucht so weit, dass er bei einigen Aufnahmen als Sideman, so mit Nat Adderley, nicht auf allen Tracks zu hören ist. Das Album kam dann mit zwei Stücken ohne Klavier, zweien mit Wes Montgomery als Springer und dem Stück Fallout heraus.
Spätere Aufnahmen, gewöhnlich im Trio oder Quartett folgten; 1967 spielt er mit Tom McIntosh im Nonett (Got to Get It!). Mitte der 1960er-Jahre begann er Vibraphon zu spielen. Obwohl er ab und zu auf der Orgel spielte, gibt es davon nur eine Aufnahme – eine Version von Moanin’ 1964 auf From the Bottom. Dieses Album, das Richard Cook als „exzellent“ bewertete, wurde von Prestige Records jedoch erst nach seinem Tod veröffentlicht.
Timmons’ Karriere verlief in den 1960er-Jahren schnell bergab, teilweise wegen seines Drogenmissbrauchs, und teilweise angeblich auch wegen seiner Frustration, als Komponist und Spieler simpler Musikstücke bezeichnet zu werden. 1967 nahm er für Milestone Records auf und spielte 1969 in einem Quartett von Sonny Red und in einem Trio, das Etta Jones begleitete.
Er war auch an Plattenaufnahmen mit Art Farmer, Pepper Adams, J. J. Johnson und Kenny Burrell beteiligt. Im März 1974, nach einem Monat Krankenhausaufenthalt, starb Timmons mit 38 Jahren an Leberzirrhose. Er wurde in Philadelphia begraben. Mit seiner Frau Estelle hatte er einen Sohn, ebenfalls Bobby genannt.

## Stil und Komposition
Timmons ist bekannt für seine Blockakkorde: einen Stil, in dem die rechte Hand Melodien entwirft, und die linke mit dem Rhythmus der rechten mitgeht, allerdings die Stimmführung außer zu Akkordwechseln nicht ändert.
In seinem teils reduzierten oder mal wuchtigen Klavierspiel finden sich Einflüsse von Art Tatum und Bud Powell, die er zugunsten von Blockakkorden Red Garlands reduzierte, und die er rhythmisch härter und prägnanter spielte. Ein schönes Beispiel ist sein gesamter Chorus bei dem Stück Come Rain or Come Shine, charakterisiert durch einen F-Dur f-moll Wechsel, auf dem Album Moanin', hier wird auch deutlich, dass diese Akkorde durchkomponiert sind und eher variiert werden, als völlig neu improvisiert, und Spontaneous Combustion auf Cannonball Adderley Quintet in San Francisco.
Bobby Timmons bringt die Verminderten seiner Blockakkorde bei der Veränderung der Akkorde in der linken Hand, dabei kann er die Melodie in der rechten bedeutend einfacher lassen und über Bluestonleitern mit verminderter Quinte improvisieren, die sich auch in allereinfachster Form mit den allfällig auftretenden verminderten Akkorden reiben. Zudem spielt er die Begleitung eine Oktave „zu tief“ um das kleine c statt um das eingestrichene c'. Außerdem oktaviert Timmons große Sekunden, die Oktavparallelen klanglich verschleiern und mit chromatischen Zwischentönen noch auffälliger gestaltet werden können.
Einerseits bemerkt Scott Yanow, Timmons habe sich stilistisch nicht von dem entfernt, was er bis 1960 entwickelt hatte. Gleichzeitig hebt er Facetten von Timmons’ Spiel hervor: Großartige, von Bud Powell inspirierte Balladen, seine reinen, genauen unsentimentalen langen Linien.:50 Funkaspekte in Timmons Spiel beeinflussten Pianisten wie Les McCann, Ramsey Lewis, und Benny Green.
Er leitete sein eigenes Trio, mit dem er im Januar 1960 ins Studio ging und für Riverside Records aufnahm; „er präsentierte sich als Soul Man mit boppenden, teilweise klassischen Ambitionen. Billy Strayhorns Lush Life und das Intro zu My Funny Valentine gestaltete Timmons als emotionstrunkene Demonstrationen seiner harmonischen Kompetenz“, schrieb Ralf Dombrowski über sein Debütalbum.
Timmons’ 1963er Spiel mit Lewis Powers am Bass und Roy McCurdy am Schlagzeug wurde von einem Rezensenten der Washington Post beschrieben als „flexibel, beweglich und abenteuerlustig … über alles breitet sich ein Glanz von Kirchenmusik und Spirituals“.
Timmons empfand sich nicht besonders als Komponist: „Ich bin als Komponist ein Dilettant. Ich habe mich nie bewusst hingesetzt und versucht, einen Song zu schreiben.“ Er beschreibt seine Methode, einen neuen Song zu schreiben, indem er pfeift, mit Noten herumspielt, oder im Club sagt er einem Musiker diese Note zu spielen, dem anderen jene, und sie spielen sich das zu. Den Impuls Moanin’ auszuschreiben, bekam er von Benny Golson, der ihn aufforderte, für den A-Teil, den er bei Blakey zwischen den Nummern einschob, eine Bridge zu schreiben.
Timmons entwickelte ein Call-and-Response-Prinzip, bei dem das Klavier den Anrufer und die Combo den Chor bildet.
Die Qualität seiner Aufnahmen schwankt sowohl ton- und instrumententechnisch als auch bezüglich der Inspiration und Leidenschaft. Nicht alle Aufnahmen sind repräsentativ für sein Können. Beachtenswert ist schließlich sein besonderer üppiger Verzierungsstil, der dauerhaft swingende Impulse setzt und die Time bestätigt.

## Diskografie (Auswahl)
mit Art Blakey & The Jazz Messengers
- 1958: Moanin’ (Blue Note)
- 1958: Paris Live Olympia 1958 (Fontana)
- 1959: At The Jazz Corner Of The World (Blue Note)
- 1959 Les Liaisons Dangereuses 1960 (Fontana)
- 1959: Just Coolin’ (Blue Note, ed. 2020); darauf Quick Trick
- 1960: A Night in Tunisia; darauf So Tired
- 1960: The Big Beat (Blue Note, 1960), darauf erstmals Dat Dere
- 2021: First Flight to Tokyo: The Lost 1961 Recordings

als Bandleader
- This Here Is Bobby Timmons (1960), mit Sam Jones (b), Jimmy Cobb (dr)
- Soul Time (1960)
- Easy Does It (1961)
- The Bobby Timmons Trio in Person (OJC, 1961)
- Street and Soulful Sounds (1962)
- Born to be Blue! (1963)
- Workin’ Out (Prestige, 1964–1966)
- From the Bottom (OJC, 1964)
- Quartets And Orchestra (Milestone, 1967–1968)

als Sideman
- 1956: Chet Baker: Chet Baker and Crew, 1956
- 1957: Lee Morgan: The Cooker (Blue Note)
- 1959: Cannonball Adderley: The Cannonball Adderley Quintet in San Francisco, (mit This Here)
- 1960: Nat Adderley: Work Song, mit Wes Montgomery

### Musikbeispiele
- Art Blakey & The Jazz Messengers feat. Bobby Timmons: Moanin' (Alternate Take) auf YouTube
- Art Blakey & The Jazz Messengers feat. Bobby Timmons: Yama auf YouTube
- Bobby Timmons: Work Song auf YouTube
- Bobby Timmons: Dat Dere auf YouTube